# Roodkopgoudrugspecht
De roodkopgoudrugspecht (Chrysocolaptes erythrocephalus) is een soort specht uit het geslacht  Chrysocolaptes. De soort werd in 1877 door de Britse vogelkundige Richard Bowdler Sharpe geldig beschreven. De soort werd daarna lang als ondersoort van de sultanspecht (C. lucidus) beschouwd. Het is een bedreigde, endemische vogelsoort op de Filipijnen.

## Kenmerken
Deze specht is 28 tot 34 cm lang. Het is een middelgrote specht met een goudkleurige rug en een helderrode kop met een zwarte vlek achter het oog. Het vrouwtje heeft een olijfkleurige tot gele kruin, bij het mannetje is de kruin rood.

## Verspreiding en leefgebied
Het is een endemische vogelsoort uit van het eiland Palawan en andere eilanden in het westen van de Filipijnen. Het leefgebied is primair regenwoud of oud secundair natuurlijk bos waarin grote bomen staan.

## Status
De roodkopgoudrugspecht heeft een beperkt verspreidingsgebied en daardoor is de kans op uitsterven aanwezig. De grootte van de populatie werd in 2022 door BirdLife International geschat op 5000 tot 7500 volwassen individuen en de populatie-aantallen nemen af door habitatverlies. Het leefgebied wordt aangetast door ontbossing waarbij natuurlijk bos wordt omgezet in gebied voor mijnbouwactiviteiten en agrarisch gebruik. Ook het illegaal kappen van bos versnippering door wegenaanleg tasten en de habitat aan. Om deze redenen staat deze soort als gevoelig op de Rode Lijst van de IUCN.